# Hiroh Kikai

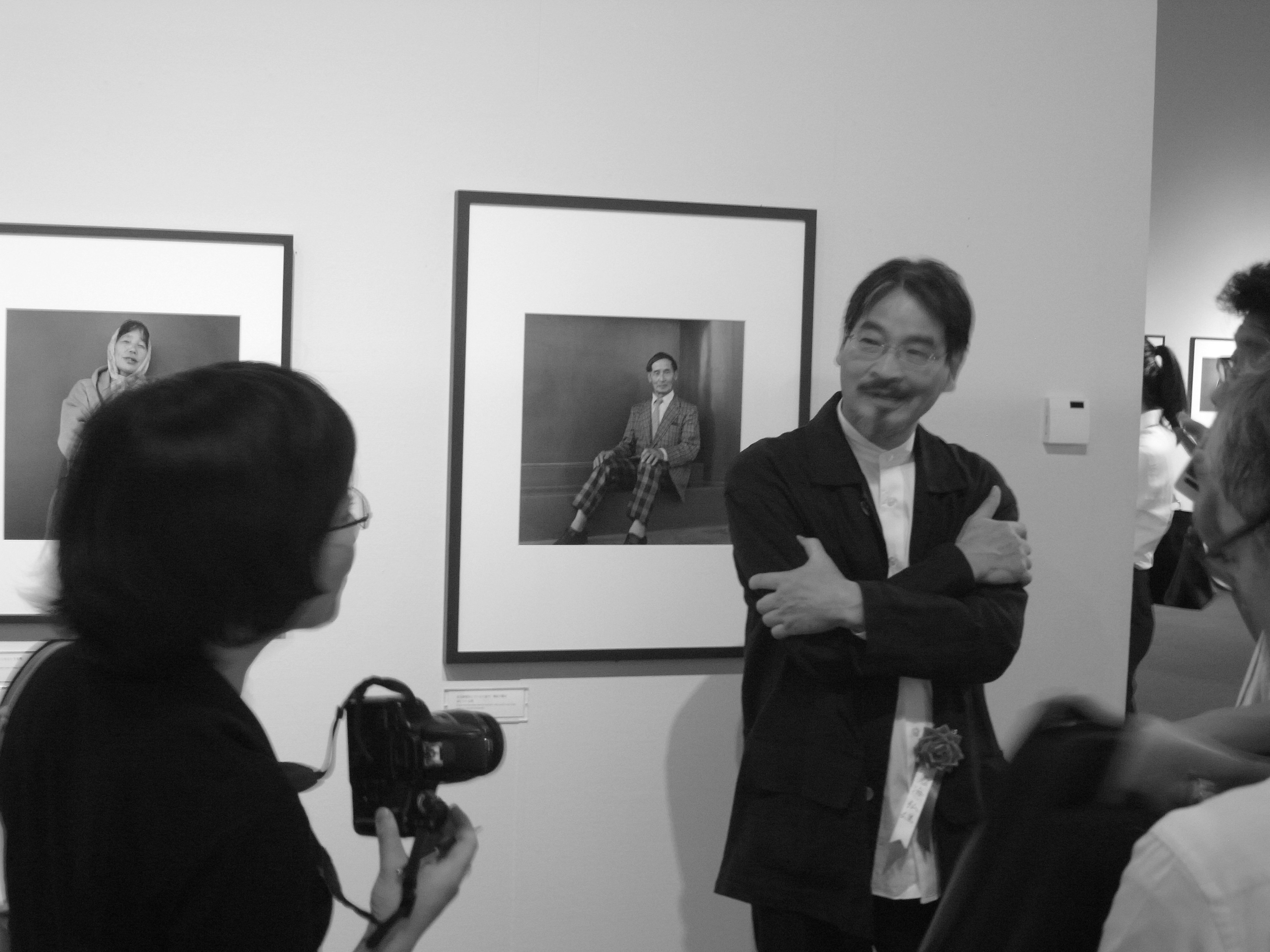
Durante el preestreno para la prensa de su exposición Retratos de Tokyo en el Museo Metropolitano de Fotografía de Tokio, en agosto de 2011.

Hiroh Kikai  (鬼海弘雄, Kikai Hiroo) (Daigo-Sagae, 18 de marzo de 1945-Tokio, 19 de octubre de 2020) fue un fotógrafo japonés muy conocido en Japón por sus series de fotografías en blanco y negro sobre la vida en la ciudad de Tokio y en particular en la zona de Asakusa, que es un proyecto que estuvo desarrollando durante más de treinta años. También destacan sus fotografías de la vida en zonas rurales y ciudades en India y Turquía. 
A pesar de tener un renombre respetado en la fotografía japonesa, Kikai no fue ampliamente reconocido hasta que en 2004 obtuvo dos premios: el Premio Ken Domon y el Premio Anual de la Sociedad Fotográfica de Japón. Los premios se debieron a la primera edición de su libro Persona que es una colección de retratos realizados en Asakusa. En el año 2009, el Centro Internacional de Fotografía y la Editorial Steidl copublicaron Retratos de Asakusa para el mercado internacional.

## Primeros años
Kikai era el hijo más pequeño en una familia con siete hijos, de los que cinco eran varones. Nació en el pueblo de Daigo que forma ahora parte de Sagae, en la  Prefectura de Yamagata  el 18 de marzo de 1945. Tuvo una niñez feliz, desde la edad de 11 años prefirió jugar en la naturaleza que rodeaba el pueblo. Se graduó en secundaria en 1963 y estuvo trabajando en Yamagata durante un año. Después se fue a la Universidad Hosei  en Tokio para estudiar filosofía. Como estudiante  se entusiasmó con en el cine, particularmente disfrutó con las películas de Andrzej Wajda, quién más tarde contribuiría con ensayos en algunos de sus libros, y con Satyajit Ray. Kikai dijo que hubiese trabajado en la producción de películas si no se fuese necesario escribir, una tarea que nunca le gustó, ni tampoco dinero ya que carecía del mismo.
Inmediatamente después de su graduación en 1968, Kikai trabajó durante dos años como camionero y otros dos en un astillero. Sin embargo,  mantuvo el contacto con su profesor de filosofía de la universidad, Sadayoshi Fukuda, cuyos intereses le llevaban a escribir una columna regular para la revista Camera Mainichi;  su profesor le presentó al editor de la revista, Shōji Yamagishi, quién le mostró fotografías realizadas por Diane Arbus, lo que produjo un gran impacto en Kikai. Kikai empezó a tomar fotografías en 1969. En aquel tiempo (cuándo alguien recién salido de la universidad podría esperar ganar 40000 yenes al mes), una cámara Hasselblad SLR normalmente costaba 600000 yenes; Kikai se enteró de la oportunidad de comprar uno por 320000 yenes y se lo comentó a Fukuda, quién inmediatamente le dejó el dinero, sin interés, y ninguna fecha o presión para reembolso. Esta Hasselblad 500CM, con su  lente de 80 mm, es lo que Kikai ha utilizado siempre para sus retratos desde entonces.

## Trayectoria
Kikai pensó que trabajar en un barco podría ser interesante para hacer fotografías, pero como no tenía ninguna experiencia no podría conseguir un trabajo en uno. Finalmente fue aceptado en un barco de pesca para atunes cuándo  mostró la cicatriz de una apendicectomía innecesaria como evidencia de que no forzaría a regresar a puerto por su culpa. Estuvo trabajando en el barco desde el 6 de abril hasta el 9 de noviembre de 1972 en el Océano Pacífico, con solo una parada en Manzanillo (México) para conseguir provisiones. Durante este tiempo Kikai tomó sus primeras fotografías que fueron publicadas en la revista Camera Mainichi en su número de mayo de 1973. Ese mismo año ganó un premio para participar en la 14.ª exposición de la Asociación de Fotógrafos Publicitarios de Japón . Pero Kikai decidió que para ser un fotógrafo necesitaría conocer las técnicas del cuarto oscuro y disponer de habilidades para el trabajo de laboratorio. Por ello regresó a Tokío para trabajar en la empresa Doi Foto Técnica, lo que realizó entre 1973 y 1976. Se convirtió en fotógrafo freelance en 1984, un año después hizo su primera exposición en solitario y el mismo año una segunda.
Como vivía cerca de Asakusa (Tokio), que durante la mayor parte del siglo XX fue el distrito de entretenimiento principal en Tokio, Kikai a menudo fue allí en su tiempo libre, tomando fotografías de los visitantes. Dejó de hacer visitas en 1985. Se han publicado varias colecciones de sus retratos tomados allí.
Otros proyectos fotográficos de Kikai trataron sobre barrios laborables y residenciales en Tokio, así como de personas y escenas en India y Turquía. Todos estos proyectos los realizó en blanco y negro. Sin embargo también hizo fotografías en color de las Islas Gotō e incluso varios desnudos.
Normalmente en Japón los fotógrafos tienden a unirse y formar grupos; sin embargo, Kikai nunca se incluyó en ningún grupo, prefiriendo trabajar solo. Cuando no salía a tomar fotografías, Kikai no llevaba nunca una cámara. Dejaba fotografiar a su propia familia a su mujer Noriko, que es quién  llevaba la cámara si hacían un viaje juntos.
En los comienzos de su carrera, Kikai a menudo tuvo que ganar dinero de otras formas: después de trabajar tres años en el laboratorio fotográfico, regresó al trabajo manual.
Estuvo enseñando durante algún tiempo en la Universidad de Arte Musashino, pero  dejó de hacerlo decepcionado por el alumnado ya que carecía de un esfuerzo sostenido.
Kikai murió de linfoma el 19 de octubre de 2020.

### Retratos en Asakusa
Comenzó su serie de retratos en 1973. Se trataba de retratos en formato cuadrado y monocromos que estuvo realizando hasta 1985. El fondo empleado eran las paredes rojas del templo Sensō-ji. Solía hacer sus retratos con los sujetos mirando directamente a la cámara y encuadrados desde sus rodillas hacia arriba. Kikai podría aguardar en el templo durante cuatro o cinco horas, esperando ver alguien que quisiera fotografiar, y podrían pasar tres o cuatro días sin hacer una sola fotografía; o bien fotografiar tres personas en un día solo. Hizo fotografías de unas seiscientas personas de este modo.
Publicado en 1987, Ōtachi no shōzō / Ecce Homo fue la primera colección de estos retratos. Es un libro de formato grande  con los retratos que se hicieron en Asakusa entre 1985 y 1986. Con este libro Kikai ganó el premio Newcomer's Award de 1988, otorgado por la Sociedad Fotográfica de Japón (PSJ) y el tercer puesto en el  Premio Ina Nobuo por la exposición que lo acompañaba.
En 1995, varios retratos de la serie se expusieron junto con los trabajos de otros once fotógrafos en "Tokio/Ciudad de Fotos", una de las exposiciones con motivo de la apertura del Museo Metropolitano de Fotografía de Tokio.
Ya-Chimata, una segunda colección de los retratos hechos en Asakusa, se publicó el año siguiente.
Persona (2003) es una colección más variada. Algunas fotografías proceden de los primeros trabajos de Kikai. Muchos de los temas aparecen repetidos dos veces o más, por tanto el lector puede ver el efecto de tiempo. El formato de libro es inusualmente grande para una colección de fotografía en Japón. El libro ganó el 23.º Premio Ken Domon y en 2004 el Premio Anual del PSJ. Una edición de formato pequeño con fotografías adicionales se publicó dos años después.
Asakusa Retratos (2008) es una amplia colección editada por el Centro Internacional de Fotografía (Nueva York), publicó conjuntamente con una exposición de fotografía japonesa reciente denominada Luz Pesada. La contribución de Kikai a esta exposición fue bien recibida.

### Retratos de espacios
Kikai afirmaba que las personas y su escenario eran dos lados de la misma moneda. Cuándo estaba cansado de esperar (o fotografiar) en Asakusa,  se ponía a pasear hasta unos 20 km en busca de escenarios urbanos que pudiesen interesar para hacer "retratos de espacios". El paseo de un día podría tomar dos o tres horas para menos de un carrete fotográfico en formato 120. Cuando Kikai encontraba una escena que  quisiera fotografiar, esperaba y sólo hacía la fotografía cuándo algo inesperado ocurría en el marco del escenario. Después del revelado fotográfico, no trabajaba con Copias por contacto, sino que juzgaba cada fotografía directamente en el negativo.
Ejemplos de esta serie aparecieron en varias revistas desde 1976. Cada fotografía es captada con la dirección aproximada donde se encuentra y el año en que fue hecha.
Tōkyō meiro / Laberinto de Tokio (1999) presenta retratos de espacios deshabitados en Tokio (y ocasionalmente en la ciudad adyacente de Kawasaki). Se trata de fachadas de tiendas aisladas, manzanas de tiendas y calles residenciales. La mayoría de los edificios no son nada pretenciosos, como en la serie Asakusa, que consta de retratos en blanco y negro en formato cuadrado y que se obtuvieron mediante una lente estándar en un carrete fotográfico de formato 120.
Tōkyō mutan / Laberintos (2007) estaba basado en una serie de fotografías del ensayo que fueron apareciendo en la revista mensual Sōshi (草思) desde marzo de 2004 a julio de 2005 y después en la serie web "Tokyo Polka". 
Vista de Tokio (2016) es una colección de formato grande, mayoritariamente de fotografías que también aparecían en alguno de sus libros más tempranos (o Tōkyō pōtoreito / Retratos de Tokio).

### India
Kikai decía que viajando a India sentía como un regreso al Yamagata de su juventud, y una liberación de la vida en Tokio. Su fotografía allí estaba mucho menos planeada y era menos formal que sus retratos de personas o sitios en Tokio: después de empezar a utilizar película en color de formato 120, utilizó en la India película en blanco y negro de 35 mm y en modo jocoso, dijo que  utilizaría 35 mm en Tokio si la ciudad fuese más interesante y no le hiciese sentir infeliz.
India, es un libro de formato grande publicado en 1992, que presenta fotografías tomadas en la India (y en menor parte en Bangladés), durante un periodo en total superior a un año, entre 1982 y 1990. La obra fue muy elogiada por el crítico Kazuo Nishii, quién comentó que la India del trabajo de Kikai  aparece perpetuamente nublada, y que la ambigüedad de sus fotografías parece haberse beneficiado del trabajo hecho en la serie de retratos en Asakusa. El libro obtuvo en 1993 el premio de la Sociedad de Fotografía de Tokio.
Shiawase / Shanti (2001) es una colección de fotografías que tiene a los niños como tema central, la mayoría de las fotografías las estuvo tomado en Allahabad, Benares, Calcuta, Puri y Delhi en 2000. Ganó el Gran Premio  del segundo Festival Fotográfico de la ciudad de Sagamihara.

### Turquía
Queriendo explorar algún lugar que (en contraste a India) tuviese un clima más frío, así como una tierra musulmana donde las culturas asiáticas y europeas coinciden, en 1994 Kikai hizo la primera de sus seis visitas a Turquía, donde  se quedó durante un total de nueve meses. Sus fotografías en blanco y negro de Turquía aparecieron en la revista Asahi Cámara, y sus fotografías de color en su sitio web, antes de la publicación en enero de 2011 de su libro Anatolia, que era una recopilación de su trabajo en blanco y negro.

### Fotografías en otros lugares
Kikai fue uno de trece fotógrafos japoneses invitados por el UE–Japón Fest para fotografiar las veintiséis naciones de la Unión Europea;  empleó veintiún días en Malta en septiembre de 2005 y un periodo escaso en Portugal en octubre de 2004, viajando ampliamente por ambos países. Estas fotografías realizadas en color son una salida  desde su trabajo más temprano. La mayoría son más o menos fotografías francas de personas. La colección estuvo publicada como, In-between.
También hizo varias serie de fotografías en color en sus cortas visitas a Cuba (2007) y Taiwán (2013) que se publicaron en Asahi Cámara.

### Escritos
Los ensayos de Kikai han aparecido en periódicos y dentro algunos de sus propios photobooks. También han sido recogidos en cuatro libros, en qué  están ilustrados por reproducciones de fotografías pertinentes.
Indo ya Gassan ("India y Gassan", 1999) es una colección de ensayos y fotografías sobre la India. Gassan es una montaña en la parte central de Yamagata cercana a dónde Kikai acostumbraba subir. Kikai se inspira en India y la compara con el Yamagata de su juventud.
Me A kaze ningún kioku ("Memorias del ojo y el viento", 2012) recoge los ensayos publicados en Yamagata Shinbun (山形新聞) desde 2006; Dare omo sukoshi suki ni naru hi: Memekuri bōbiroku ("Días cuándo venías a gustar un poco a alguien: Una imagen que gira ayuda a la memoria", 2015) recoge los ensayos publicados en Bungakukai (文學界) desde 2011; Kutsuzoku no herikata ("Maneras de quitarse la goma del zapato", 2016) es una cuarta colección.

## Exposiciones

### Exposiciones individuales

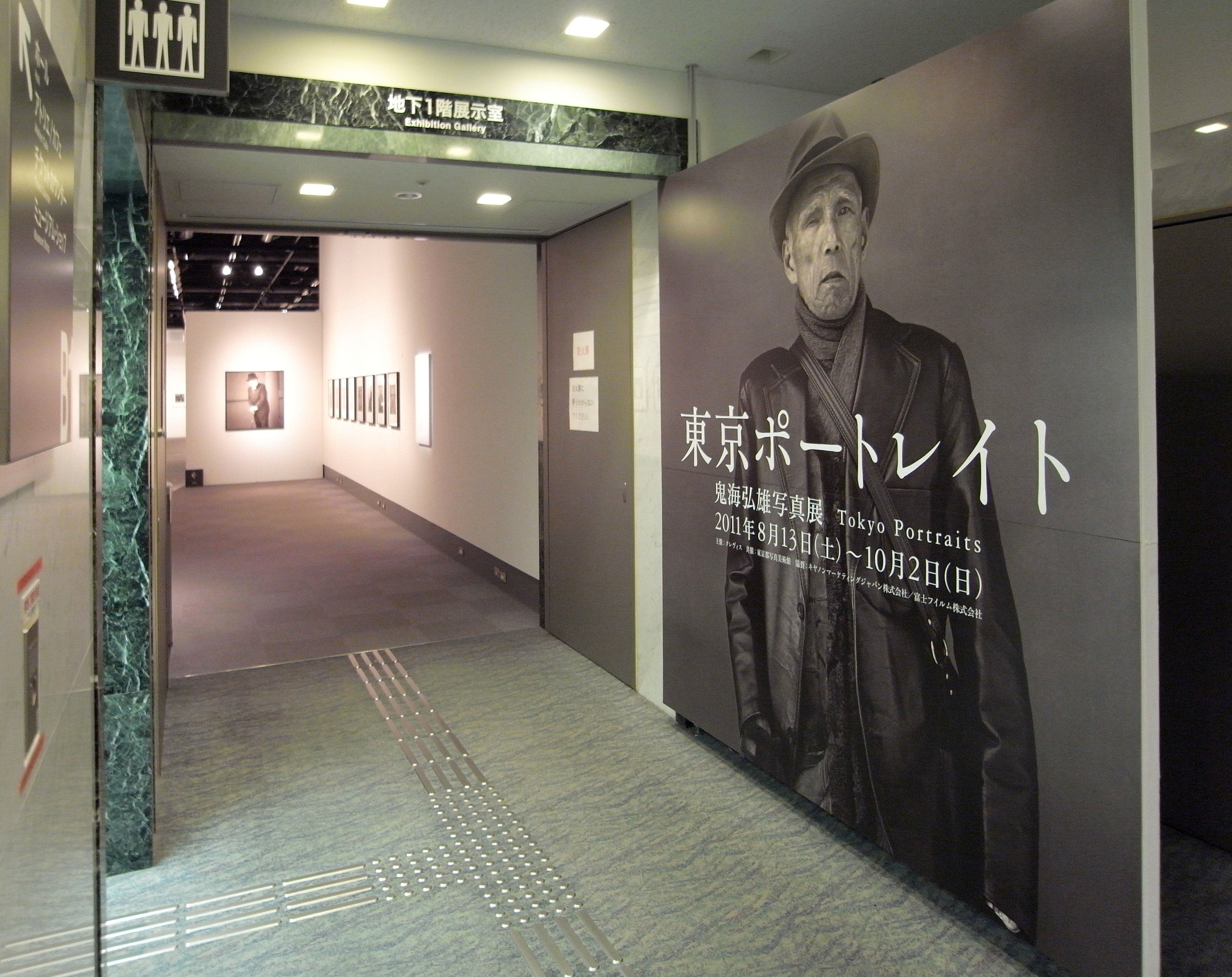
Entrada a la exposición Tokyo Portraits en el Museo Metropolitano de Fotografía de Tokio, 12 de agosto de 2011

- "Nagi: Machinaka no kōkei" (凪：町中の光景, Calm: Town scenes).  Konishiroku Photo Gallery (Shinjuku, Tokio), agosto-septiembre de 1983.[39]
- "Indo kikō" (インド紀行, India travelogue). Doi Photo Plaza Shibuya (Shibuya, Tokio), agosto de 1984; Art Plaza (Fukuoka), agosto de 1984; Gallery Antomeru (Sendai), septiembre de 1984; Yamagata, 1984.[40]
- "Ōtachi no shōzō (Sensōji keidai)" (王たちの肖像(浅草寺境内), Portraits of kings [in the grounds of Sensō-ji]).  Ginza Nikon Salon (Ginza, Tokio), septiembre de  1988.[41]
- "Dai-13 Ina Nobuo shō jushō sakuhinten: Kikai Hiroo 'Ōtachi no shōzō (Sensōji keidai)' " (第13伊奈信男賞受賞作品展・鬼海弘雄「王たちの肖像(浅草寺境内)」, Exhibition of works winning the 13th Ina Nobuo Award: Hiroh Kikai, Portraits of kings [in the grounds of Sensō-ji]).  Ginza Nikon Salon (Ginza, Tokio); Osaka; Kioto; etc., 1988–89.[42]
- The Hitachi Collection of Contemporary Japanese Photography, Center for Creative Photography, Tucson, Arizona. 1989.[43]
- "Dai-13-kai Ina Nobuo shō jushō sakuhinten: Kikai Hiroo 'Kanshō: Machi no katachi' " (第13回伊奈信男賞受賞作品展・鬼海弘雄「観照：町のかたち」, Exhibition of works winning the 13th Ina Nobuo Award: Hiroh Kikai, Meditation: Town shapes).  Osaka Nikon Salon, February 1990; Ginza Nikon Salon (Ginza, Tokio), March 1990; Kyoto; etc., 1990.[44]
- "Ecce Homo".  Robert Koch Gallery (San Francisco), 1993.[45]
- "Indo kikō" (インド紀行, India travelogue).  Shōmeidō Gallery (Kodaira), 1998.[46]
- "Persona (1)".  Museo Manggha de Arte y Tecnología de Japón (Cracovia), 1999.[43]
- "Shashin to insatsu hyōgen" (写真と印刷表現, Photographs and printing expression). [S] Mitsumura Art Plaza (Ōsaki, Tokio), February–March 2000.[47]
- "Persona (2)".  Museo Manggha de Arte y Tecnología de Japón (Cracovia), noviembre - diciembre de 2002.[48]
- "Persona".  The Third Gallery Aya (Osaka), octubre de 2003.[49]
- "Persona".  Museo de Fotografía Ken Domon (Sakata), septiembre - noviembre de 2004.[50]
- "Persona".  Ginza Nikon Salon (Tokio); Osaka, 2004.[51]
- "Persona".  Galeria Fotografii PF, Centro Cultural "Zamek" (Poznan), febrero - marzo de 2005.[52]
- "Persona".  Shōmeidō Gallery (Kodaira) enero de 2005.[34]
- "Perusona" (ぺるそな).  Ginza Nikon Salon (Ginza, Tokio), febrero - marzo de 2006; Osaka Nikon Salon (Osaka), abril de 2006.[53]
- "Tōkyō mutan" (東京夢譚, Tokyo dreams).  Ginza Nikon Salon (Ginza, Tokio), septiembre de 2007; Osaka Nikon Salon (Osaka), octubre de 2007.[54]
- "Tokyo Labyrinth".  Yancey Richardson Gallery (Nueva York), septiembre - octubre de 2008.[55]
- "Jinsei gekijō" (人生劇場, Human theatre).  Gallery Raku, Kyoto University of Art and Design, Kioto, marzo de 2009.[43]
- "Persona".  Yancey Richardson Gallery (Nueva York), mayo-julio de 2009.[56]
- "Asakusai portrék".  Liget Gallery (Budapest), noviembre - diciembre de 2010.[57][58]
- "Anatoria e no purosesu" (アナトリアへのプロセス). Aoyama Book Center (Omotesandō, Tokio), enero de 2011.[59]
- "Tōkyō pōtoreito" (東京ポートレイト) / "Tokyo portraits".  Museo Metropolitano de Fotografía de Tokio (Ebisu, Tokio), agosto - octubre de 2011.[60]
- "Anatoria" (アナトリア).  M2 (Shinjuku, Tokio), agosto de 2011.[61]
- "Persona".  Museo de Arte de Yamagata (Yamagata), diciembre de 2011 – enero de 2012.[62]
- "Tokyo Labyrinth".  Zen Foto Gallery (Roppongi, Tokio), mayo de 2013.[63]
- "Persona" / "Perusona" (ペルソナ).  14th Documentary Photo Festival Miyazaki, Museo de Arte de la Prefectura de Miyazaki, agosto-septiembre de 2013.[64][65]
- "Asakusa Portraits (1973–2008) et India (1982–2008)".  In between Gallery (Paris), noviembre de 2013.[66][67][68]
- "India 1982–2011". Canon Gallery S (Shinagawa, Tokio), mayo-junio de 2014.[69][70]
- "Retratos de Asakusa". Tabacalera Promoción del Arte (Madrid), septiembre-noviembre de 2014.[71][72][73][74][75][76]
- "India 1982–2011".  The Museum of Art, Ehime (Matsuyama, Ehime), septiembre-octubre de 2014.[77]
- "Tôkyô: voyage à Asakusa".  Société d'encouragement pour l'industrie nationale, Paris. Octubre de 2015.[78]
- "India 1979–2016"   Fujifilm Photo Salon (Tokio), mayo-junio de 2017.[79]
- 《人物》鬼海弘雄的肖像摄影.  See+ Art Space / Gallery (Beijing), diciembre de 2017 – febrero de 2018.[80][81][82]
- "Persona".  Photo Gallery Blue Hole (Katagami, Akita), agosto de 2018 – enero de 2019.[83]
- "Persona".  Kihoku town office (鬼北町役場庁舎), Kihoku, Ehime, February 2019.[84][85]
- "Persona".  Sagae City Museum of Art, Sagae, Yamagata, abril–junio de 2019.[86][87]
- "Persona: The Final Chapter" / "Persona saishūshō" (Persona 最終章).  Irie Taikichi Memorial Museum of Photography Nara City, septiembre-octubre de 2019.[88][89]
- "Persona: The Final Chapter 最終章".  In between Gallery (Paris), noviembre–diciembre de 2019.[90][91][92]
- "Ōtachi no shōzō" (王たちの肖像, Portraits of kings).  JCII Photo Salon (Tokio), junio–agosto de 2020.[93]

### Exposiciones colectivas
- "The Hitachi Collection of Contemporary Japanese Photography". Center for Creative Photography, University of Arizona, 1988.[94]
- "Nyū dokyumentsu 1990" (ニュー・ドキュメンツ 1990) / "New Documents 1990". Museum of Modern Art, Toyama (Toyama), 1990.[45]
- "Shashin toshi Tōkyō" (写真都市Tokyo) / "Tokyo/City of Photos".  (Other photographers exhibited were Takanobu Hayashi, Ryūji Miyamoto, Daidō Moriyama, Shigeichi Nagano, Ikkō Narahara, Mitsugu Ōnishi, Masato Seto, Issei Suda, Akihide Tamura, Tokuko Ushioda, and Hiroshi Yamazaki.) Museo Metropolitano de Fotografía de Tokio, 1995.[20]
- "Shashin wa nani o katareru ka" (写真は何を語れるか。What can photographs say?). Metropolitan Museum of Photography]], June; Osaka Umeda Canon Salon, July; Fukuoka Canon Salon, August; Nagoya Canon Salon, September; Sapporo Canon Salon, October; Sendai Canon Salon, November 1997.[95]
- "Berlin–Tokyo". Neue Nationalgalerie, Berlin, 2006.[43]
- "Tōkyō meiro / Andesu Kuero" (東京迷路・アンデスケロ村) / "Tokyo Labyrinth / Andes Qero". (With Yoshiharu Sekino, who exhibited photographs taken of the Q'ero.) Shōmeidō Gallery (Kodaira), July 2007.[96]
- "Heavy Light: Recent Photography and Video from Japan".  International Center of Photography (New York), May–September 2008.[97]
- "Sander's Children".  Danziger Projects, New York, 2008.[43]
- Mit anderen Augen. Das Porträt in der zeitgenössischen Fotografie = With Different Eyes: The Portrait in Contemporary Photography.  Die Photografische Sammlung/SK Stiftung Kultur, Cologne, 26 de febrero – 29 de mayo de 2016; Kunstmuseum Bonn, 25 de febrero – 8 de mayo de 2016.[98]
- "Faces from Places".  L. Parker Stephenson Photographs, Manhattan, 6 de mayo – 16 de julio de 2016. With Mike Disfarmer, Sirkka-Liisa Konttinen, J. D. 'Okhai Ojeikere, Malick Sidibé, and Jacques Sonck.[99][100]

## Colecciones permanentes
- Museo Metropolitano de Fotografía de Tokio: 17 photographs from the series Ōtachi no shōzō (later known as Persona or Asakusa Portraits), 1985–86.[101]
- Museum of Modern Art, Toyama (Japan)[43]
- Museo de Fotografía Ken Domon (Sakata, Yamagata, Japón)[43]
- Nueva Galería Nacional de Berlín (Berlín)[43]
- Centro para la Fotografía Creativa (Universidad de Arizona, Tucson)[43]
- Museo de arte Hood (Dartmouth College, Hanover, New Hampshire)[102]
- Museo de Bellas Artes de Houston (Texas)[43]
- Museum of the Centro Internacional de Fotografía (Nueva York)[43]
- Mead Art Museum (Amherst College, Amherst, Massachusetts)[103]
- Museo de Arte de Filadelfia (Pensilvania)[104]

## Publicaciones

### Libros de Kikai
- Ōtachi no shōzō: Sensō-ji keidai (王たちの肖像：浅草寺境内) / Ecce homo: Portraits of kings. Yokohama: Yatate, 1987. Photograph collection, with captions in Japanese and English, and an essay by Sadayoshi Fukuda. There are forty-one monochrome plates.
- India. Tokyo: Misuzu Shobō, 1992. ISBN 4-622-04385-8. Photograph collection, with text (by Kikai and Munesuke Mita) in Japanese and English, and captions in English. There are 106 monochrome plates (all "landscape" format).
- Ya-Chimata: Ōtachi no kairō (や・ちまた：王たちの回廊, Ya-Chimata: A gallery of kings).[n 1] Tokyo: Misuzu Shobō, 1996. ISBN 4-622-04409-9. Photograph collection, with text (by Kikai and ten other writers) in Japanese only. There are 183 monochrome plates.
- Tōkyō meiro (東京迷路) / Tokyo Labyrinth. Tokyo: Shōgakukan, 1999. ISBN 4-09-681241-2. Photograph collection, with text (by Andrzej Wajda, Genpei Akasegawa, and Suehiro Tanemura) in Japanese only. There are 108 monochrome plates.
- Indo ya Gassan (印度や月山, India and Gassan). Tokyo: Hakusuisha, 1999. ISBN 4-560-04928-9. Thirty essays and forty-one photographs; text in Japanese only. The monochrome photographs are a mixture of "landscape" (across two pages) and "portrait" (on single pages).
- Shiawase: Indo daichi no kodomo-tachi (しあわせ：インド大地の子どもたち) / Shanti: Children of India. Tokyo: Fukuinkan, 2001. ISBN 4-8340-1779-6. Photograph collection (all monochrome): thirteen "landscape" photographs across both pages; and ninety-four "portrait". There are no captions, and the text is in Japanese only.[n 2]
- Persona. Tokyo: Sōshisha, 2003. ISBN 4-7942-1240-2. Photograph collection, with captions and text (by Andrzej Wajda, Suehiro Tanemura, and Kikai) in both Japanese and English. Between an additional plate at the front and back, there are twelve plates in a prefatory section (photographs taken well before the others), and in the body of the book twenty-eight plates four to a page and 138 plates on their own pages.
- Perusona (ぺるそな) / Persona. Tokyo: Sōshisha, 2005. ISBN 4-7942-1450-2. Second, popular edition of the 2003 Persona in a smaller format. There are additional essays and photographs by Kikai; captions in both Japanese and English, other text in Japanese only. The twelve prefatory plates of the first edition and 191 plates of the main series are each presented on a separate page; there are also three more plates of photographs outside the series.[n 3]
- In-between 8: Kikai Hiroo Porutogaru, Maruta (In-between 8 鬼海弘雄 ポルトガル、マルタ) / In-between, 8: Hiroh Kikai, Portugal, Malta. Tokyo: EU–Japan Fest Japan Committee, 2005. ISBN 4-903152-07-3. Photograph collection; captions and text in both Japanese and English. There are twenty-eight colour photographs of Portugal and twenty-seven of Malta.[n 4]
- Tōkyō mutan (東京夢譚) / Labyrinthos. Tokyo: Sōshisha, 2007. ISBN 4-7942-1572-X. Collection of 118 monochrome photographs and essays; captions (for each, the approximate address and the year) and essays are in Japanese only.
- Asakusa Portraits. New York: International Center of Photography; Göttingen: Steidl, 2008. ISBN 978-3-86521-601-4. Collection of monochrome photographs; captions and texts in English only. With an interview of Kikai by Noriko Fuku, essays by Kikai (translated from Perusona) and an essay on Asakusa by [[{{{2}}}]].[n 5]
- Anatoria (アナトリア) / Anatolia. Tokyo: Crevis, 2011. ISBN 978-4-904845-10-3. Collection of 140 monochrome photographs (all "landscape" format) of Turkey (not only Anatolia). With afterwords by Toshiyuki Horie and Kikai.[n 6]
- Tōkyō pōtoreito (東京ポートレイト) / Tokyo Portraits. Tokyo: Crevis, 2011. ISBN 978-4-904845-14-1. Exhibition catalogue of over 150 monochrome photographs of the "Asakusa portraits" and "portraits of spaces" series. Afterwords (by [[{{{2}}}]], [[{{{2}}}]], and Nobuyuki Okabe [岡部信幸]) in Japanese only; captions in Japanese and English.[n 7]
- Me to kaze no kioku: Shashin o meguru esē (眼と風の記憶 写真をめぐるエセー). Tokyo: Iwanami, 2012. ISBN 978-4-00-024952-2. Essay collection.
- Seken no hito (世間のひと). Chikuma Bunko. Tokyo: Chikuma Shobō, 2014. ISBN 978-4-480-43156-1. A bunkobon anthology of the Asakusa portrait series.
- Dare o mo sukoshi suki ni naru hi: Memekuri bōbiroku (誰をも少し好きになる日 眼めくり忘備録). Tokyo: Bungei shunjū, 2015. ISBN 978-4-16-390215-9. Essay collection.
  - Naxie jianjian xihuan shang ren de rizi (那些渐渐喜欢上人的日子 视线所至备忘录). Hunan: 浦睿文化·湖南文艺出版社, 2019. ISBN 978-7-5404-9074-4. Translation into Chinese by 连子心.
- Tokyo View.  Kyoto: Kazetabi-sha, 2016.  A large-format collection of 117 monochrome photographs of the "portraits of spaces" series. Captions in Japanese and English; afterword by Hideki Maeda in Japanese only.[n 8]
- Kutsuzoku no herikata (靴族の減り方). Tokyo: Chikumashobo, 2016. ISBN 978-4-480-87621-8. Essay collection, contains 32 full-page plates from the "portraits of spaces" series.[n 9]
- India 1979–2016.  Tokyo: Crevis, 2017. ISBN 978-4-904845-83-7. Black and white plates, mostly one to a page, with captions in Japanese. With a preface by Kikai and an essay by [[{{{2}}}]]; all in Japanese only.[n 10]
- Persona saishūshō 2005–2018 (Persona 最終章 2005–2018) / Persona: The Final Chapter, 2005–2018. Tokyo: Chikumashobo, 2019. ISBN 978-4-480-87399-6. 205 captioned black and white plates, one to a page; with essays by Kikai and Toshiyuki Horie; all both in Japanese and in English translation.[n 11]
- Kotoba wo utsusu: Kikai Hiroo taidanshū (ことばを写す　鬼海弘雄対談集, Portraying words: Hiroh Kikai interview collection). Tokyo: Heibonsha, 2019. ISBN 978-4-582-23130-4. Interviews by Kikai of Taichi Yamada, Nobuyoshi Araki, [[{{{2}}}]], [[{{{2}}}]], Randy Taguchi, [[{{{2}}}]], Toshiyuki Horie and Natsuki Ikezawa; edited by [[{{{2}}}]].[n 12]
- Shanti: Persona in India. Tokyo: Chikumashobo, 2019. ISBN 978-4-480-87401-6. 168 captioned black and white plates, one to a page; with essays by Kikai and Shinji Ishii; all both in Japanese and in English translation.[n 13]
- Ōtachi no shōzō (王たちの肖像, "Portraits of kings"). JCII Photo Salon Library 346. Tokyo: JCII Photo Salon, 2020.[n 14] Photographs from the series later known as "Asakusa portraits", from 1973 to 1986; 22 photographs, one per page; plus four photographs on each of four pages.